# Бирхадем
Бирхадем (араб. بئر خادم‎, фр. Birkhadem) — коммуна на севере Алжира, на территории вилайета Алжир, в округе Бир-Мурад-Раис.

## Этимология
Слово «Бирхадем» — сложное, состоит из арабских корней «bir» (на классическом арабском bi’r, на алжирском диалекте bir), означающим «колодец», и словом  khadem, означающим «слуга»; но в данном случае слово khadem является именем собственным; то есть полное название переводится как «Колодец Хадема».

## Географическое положение
Коммуна находится в средней части вилайета, на высоте 98 метров над уровнем моря.
Коммуна непосредственно примыкает к столице страны и центра вилайета городу Алжиру и отстоит примерно на 7 километров от его центра.

## Демография
По состоянию на 2008 год население составляло 77 749 человек.
| Динамика численности населения коммуны по годам: | Динамика численности населения коммуны по годам: | Динамика численности населения коммуны по годам: |
| 1987                                             | 1998                                             | 2008                                             |
| ------------------------------------------------ | ------------------------------------------------ | ------------------------------------------------ |
| 28 200                                           | ↗55 100                                          | ↗77 749                                          |